# Esztergályos Krisztina
Esztergályos Krisztina (Budapest, 1975. szeptember 20. –) magyar rendező, forgatókönyvíró, egyetemi tanár.

## Életpályája
Édesapja Esztergályos Károly, édesanyja Deák Krisztina filmrendezők. A Toldy Ferenc Gimnáziumban érettségizett. 2004-2007 között a Színház- és Filmművészeti Egyetem adásrendező szakán tanult, Almási Tamás osztályában. Később az egyetem oktatója, osztályvezető tanára. Főképp forgatókönyvírással foglalkozik. 2012-2019 között a Színház- és Filmművészeti Egyetem doktori iskolájában tanult, ahol 2019-ben szerzett DLA fokozatot. Témavezetője Schulze Éva volt.

## Forgatókönyvírói munkássága
- A miskolci boniésklájd (2004)
- Családi titkok (2012)
- 1945 (2017)
- Oltári csajok (2017-2018)
- Bátrak földje (2020)
- Hotel Margaret (2022)
- A Séf meg a többiek (2022)
- Ki vagy te (2022–2023)
- Hazatalálsz (2023)

## Rendezései
- Parkélet (rövidfilm, 2004)
- Kompakt kis szerelem (rövidfilm, 2006)
- Variációk (rövidfilm, 2009)